# LiteraturHaus
 Der er for få eller ingen kildehenvisninger i denne artikel, hvilket er et problem. Du kan hjælpe ved at angive troværdige kilder til de påstande, som fremføres i artiklen.

LiteraturHaus er et litterært kulturhus og et mødested for etablerede og spirende forfattere, kunstnere og litterært interesserede, beliggende i en tidligere kirkebygning på Møllegade 7 på Nørrebro i København. Huset åbnede i april 2005 som det første af sin art i Danmark.
Bygningen opførtes som metodistkirke, (Bethania Kirke), i 1892.
Litteraturhus-ideen har rødder i Tyskland, hvor man i dag har godt 20 veletablerede litteraturhuse.

## Bygningens historie
Bygningen opførtes som metodistkirke, Bethania Kirke, i 1892
Litteraturhus-ideen har rødder i Tyskland, hvor man i dag har godt 20 veletablerede litteraturhuse.
Kirkens grundsten blev nedlagt 26. maj, indviet 11. december 1892 efter tegning af arkitekterne Henrik Hagemann og Knud Arne Petersen for 28.000 kr. (1900-kroner, grunden desuden 11.000 kr.) Den er bygget af røde mursten med et gavlparti i midten ud til gaden. Det tidligere kirkerum, over 49 fod langt og 34 fod bredt, 21 fod højt har fladt kasseteret loft og lyse vægge med paneler. Foran alterknæfaldet stod prædikestolen og ved siden af døbefonten. Ved den modsatte væg er der pulpitur med orgel. Kirken har i alt ca. 300 siddepladser. Under kirken en krypt med lokaler til menighedsmøder, kirkebetjentbolig mm.